# カリム・アンサリファルド
カリム・アンサリファルド(ペルシア語・アゼリー語کریم انصاری‌فرد (ラテン文字転写：Kərim Ənsarifərd), 英語: Karim Ansarifard, 1990年4月3日 - ）は、イラン・アルダビール出身のアゼリー人サッカー選手。アリス所属。ポジションはフォワード。イラン代表ならびに同オリンピック代表選手。

## 来歴

### クラブ
サイパFCがアルダビールでキャンプを実施していた際、同チームのトライアルに参加。結果、ユースチームへの加入を果たす。
サイパFCからモフセン・ハリーリー(en)とアリ・ダエイが離脱（ダエイは監督としてはサイパFCに残留）した際、攻撃力不足を補うためにダエイはアンサリファルドをトップチームに招集。アンサリファルドは強豪セパハン相手に得点を決めるなど、期待に応える活躍を見せた。2009-2010シーズンでは13得点を挙げた。
ボルシア・ドルトムントなど ヨーロッパのクラブからも注目が集まり、2011年2月にはリーガ1のステアウア・ブカレストへ半年の期限付き移籍のオファーが届く が、残留した。
2011-2012シーズンはペルシアン・ガルフ・プロリーグ得点王となった。
2012年7月にペルセポリスFCへ入団。
2013-2014シーズンはトラークトゥール・サーズィーFCに所属し、14得点で再びペルシアン・ガルフ・プロリーグ得点王となった。
2014年8月29日、リーガ・エスパニョーラ・セグンダ・ディビシオンのCAオサスナに移籍した。
2015年8月10日、ギリシャ・スーパーリーグのパニオニオスFCと2年契約を結んだ。
2017年1月13日、オリンピアコスFCに3年半契約で移籍した。
2018年11月3日、ノッティンガム・フォレストFCに1年半契約で移籍した。
2019年7月12日、カタール・スターズリーグのアル・スィーリーヤSCに移籍した。
2020年8月25日、AEKアテネFCに移籍した。

### 代表
2005年にイランU-17代表に選出。AFC U-17選手権2006では背番号14を着けベンチ入りし、タジキスタン戦 およびイエメン戦 で途中出場している。
A代表としては、2009年11月のアイスランド戦で初出場し、ここでA代表初ゴールを決めた。またA代表でアリ・ダエイの次に背番号10を着けることとなった。2011年1月のAFCアジアカップ2011では北朝鮮相手にゴールを決めたが、これはAFCアジアカップでのイラン代表の得点者としては最年少となった。

## 代表歴

### 出場大会
- イラン代表
  - 2014 FIFAワールドカップ
  - 2018 FIFAワールドカップ
  - 2022 FIFAワールドカップ

### 試合数
- 国際Aマッチ 98試合 28得点（2009年-）[13]

| イラン代表 | 国際Aマッチ | 国際Aマッチ |
| 年         | 出場        | 得点        |
| ---------- | ----------- | ----------- |
| 2009       | 6           | 2           |
| 2010       | 8           | 0           |
| 2011       | 11          | 4           |
| 2012       | 10          | 1           |
| 2013       | 3           | 0           |
| 2014       | 6           | 2           |
| 2015       | 4           | 1           |
| 2016       | 7           | 4           |
| 2017       | 4           | 2           |
| 2018       | 13          | 3           |
| 2019       | 9           | 6           |
| 2020       | 1           | 0           |
| 2021       | 8           | 3           |
| 2022       | 6           | 0           |
| 2023       | 2           | 0           |
| 2024       |             |             |
| 通算       | 98          | 28          |

### 得点
| #  | 開催日         | 会場                                                         | 対戦相手               | スコア | 結果 | 試合概要                        |
| -- | -------------- | ------------------------------------------------------------ | ---------------------- | ------ | ---- | ------------------------------- |
| 1  | 2009年11月10日 | テヘラン、アザディ・スタジアム                               | アイスランド           | 1-0    | 1-0  | 親善試合                        |
| 2  | 2009年12月30日 | ドーハ、カタールSCスタジアム                                 | マリ                   | 1-0    | 1-2  | 親善試合                        |
| 3  | 2011年1月15日  | ドーハ、カタールSCスタジアム                                 | 朝鮮民主主義人民共和国 | 1-0    | 1-0  | アジアカップ2011 グループリーグ |
| 4  | 2011年7月23日  | テヘラン、アザディ・スタジアム                               | モルディブ             | 1-0    | 4-0  | 2014 ワールドカップ予選         |
| 5  | 2011年7月23日  | テヘラン、アザディ・スタジアム                               | モルディブ             | 2-0    | 4-0  | 2014 ワールドカップ予選         |
| 6  | 2011年10月5日  | テヘラン、アザディ・スタジアム                               | パレスチナ             | 3-0    | 7-0  | 親善試合                        |
| 7  | 2011年10月11日 | テヘラン、アザディ・スタジアム                               | バハマ                 | 5-0    | 6-0  | 2014 ワールドカップ予選         |
| 8  | 2014年3月3日   | キャラジ、エンゲラーブ・スタジアム                           | クウェート             | 3-2    | 3-2  | アジアカップ2015予選            |
| 9  | 2014年5月30日  | ハルトベルク、スタディオン・ハルトベルク                     | アンゴラ               | 1-0    | 1-0  | 親善試合                        |
| 10 | 2015年11月17日 | デデド、グアムサッカー協会ナショナル・トレーニング・センター | グアム                 | 5-0    | 6-0  | 2018 ワールドカップ予選         |
| 11 | 2016年6月7日   | キャラジ、エンゲラーブ・スタジアム                           | キルギス               | 4-0    | 6-0  | 親善試合                        |
| 12 | 2016年6月7日   | キャラジ、エンゲラーブ・スタジアム                           | キルギス               | 6-0    | 6-0  | 親善試合                        |
| 13 | 2016年6月7日   | シャー・アラム、シャー・アラム・スタジアム                   | パプアニューギニア     | 4-1    | 8-1  | 親善試合                        |
| 14 | 2016年6月7日   | シャー・アラム、シャー・アラム・スタジアム                   | パプアニューギニア     | 8-1    | 8-1  | 親善試合                        |
| 15 | 2017年10月5日  | テヘラン、アザディ・スタジアム                               | トーゴ                 | 1-0    | 2-0  | 親善試合                        |
| 16 | 2017年10月5日  | テヘラン、アザディ・スタジアム                               | トーゴ                 | 2-0    | 2-0  | 親善試合                        |

## タイトル

### クラブ
トラークトゥール・サーズィー
- ハズフィー・カップ : 2013-14

オリンピアコス
- ギリシャ・スーパーリーグ : 2016-17

アリス・テッサロニキ
- キプロス・カップ : 2022-23

### 個人
- ペルシアン・ガルフ・プロリーグ得点王 : 2011-12, 2013-14
- ギリシャ・スーパーリーグ年間最優秀ゴール : 2015-16